# Città di Gawler
La città di Gawler è una Local Government Area che si trova in Australia Meridionale. Essa si estende su una superficie di 41,1 chilometri quadrati e ha una popolazione di 20.730 abitanti. La sede del consiglio si trova a Gawler.